# Adrien Guillonnet
Pour les articles homonymes, voir Guillonnet.
Adrien Guillonnet, né le 21 novembre 1993, est un coureur cycliste français.

## Biographie
Francilien d'origine, Adrien Guillonnet pratique le football à l’école primaire, puis l'athlétisme au collège. Il commence finalement le cyclisme à l'AS Marcoussis en deuxième année cadets. 
En 2012, il rejoint le Vélo Club de Toucy pour ses débuts espoirs (moins de 23 ans). Il ne délaisse pas pour autant ses études et commence des études d'ingénieur à l'INSA de Lyon. Bon grimpeur, il se révèle véritablement au niveau amateur lors de la saison 2014 en obtenant une victoire en première catégorie et diverses accessits, comme une sixième place au championnat de France sur route espoirs. Il décide ensuite de rejoindre le SCO Dijon en 2016. Durant trois saisons, il s'illustre en étant l'un des meilleurs amateurs français. Il se distingue également au niveau UCI en terminant quatrième et meilleur grimpeur du Tour Alsace.
Désormais diplômé de l'INSA de Lyon, il décide de rejoindre l'équipe continentale asiatique Interpro Cycling Academy en 2019, dirigée par l'ancien cycliste français Damien Garcia. Bien que sans salaire fixe, cette période lui permet de découvrir le niveau professionnel, en échange d'une indemnisation. Lors du Mont Ventoux Dénivelé Challenges, il se fait remarquer en suivant pendant un moment des coureurs de renommée internationale comme Romain Bardet ou Jesús Herrada. Finalement décramponné, il conclut cette épreuve à la treizième place,. Il se classe par ailleurs troisième d'une étape du Tour du Rwanda, neuvième du Tour du Japon ou encore dix-septième de la Route d'Occitanie. Au mois de juin, il participe à son premier championnat de France chez les professionnels. Il brille ensuite en Outre-Mer en remportant l'étape reine puis le classement général du Tour de Guadeloupe, malgré une équipe réduite. 
Il parvient finalement à passer professionnel en 2020 au sein de l'équipe continentale française Saint Michel-Auber 93. Victime d'une chute sur la première étape de l'Etoile de Bessèges, il se fracture le pisiforme, un os du poignet, et doit abandonner l'épreuve gardoise. Cette blessure et la pandémie de Covid-19 qui sévit en France ne lui permettent pas de participer à la moindre course supplémentaire au premier semestre. Il reprend la compétition en août lors de la Route d'Occitanie, où il termine vingt-deuxième du classement général final. Le même mois, il porte pendant une journée le maillot de meilleur grimpeur sur le Tour du Limousin-Nouvelle-Aquitaine.
En début d'année 2021, il est contaminé par le virus de la Covid-19. Affaibli, il reste de longues semaines sans courir. Le reste de sa saison est aussi perturbé par des chutes et de la malchance. Sur le Tour du Limousin-Nouvelle-Aquitaine, il parvient à se montrer en portant momentanément le maillot de leader des points chauds. Ses résultats restent cependant décevants, et il ne parvient pas à élever son niveau durant l'été et l'automne. À l'issue de cette saison, les dirigeants de Saint Michel-Auber 93 ne renouvellent pas son contrat. Adrien Guillonnet décide alors de redescendre chez les amateurs au VC Corbas,.

## Palmarès
| - 2011 - 3e du Tour de la Vallée de la Trambouze - 2013 - 2e du Circuit de l'Auxois - 3e du Grand Prix du Conseil Général de l’Essonne - 3e du Grand Prix d'Écommoy - 2014 - Grand Prix d'Ancelle - 3e du Grand Prix de Montlhéry - 3e de Troyes-Dijon - 3e du Tour du Lot-et-Garonne - 3e du Circuit de l'Auxois - 3e du Grand Prix de Sablé - 2015 - Tour du Lot-et-Garonne - 3e étape de la Ronde du Centenaire - 2e du Prix de Coucy-le-Château - 3e du Trophée des Champions - 2016 - Champion de Bourgogne-Franche-Comté - Tour du Piémont pyrénéen - 2e du Tour du Beaujolais - 2017 - 2e étape du Tour de l'Ardèche méridionale - Grand Prix de Châteaudun - Bourg-Arbent-Bourg - Tour de Saint-Avold Centre Mosellan - 2e du Tour de la Vallée Montluçonnaise - 2e du Tour de Tarentaise - 2e du Tour d'Auvergne - 3e du Grand Prix de Puyloubier - 3e du Prix du Saugeais - 3e du Tour du Pays de Gex-Valserine | - 2018 - 2e étape du Prix du Saugeais - Tour du Pays Roannais - 3e et 4e étapes du Tour de Tarentaise - 2e étape du Tour du Pays de Gex-Valserine - 2e d'Arbent-Bourg-Arbent - 2e du Prix du Saugeais - 2e du Tour de Tarentaise - 2e d'Entre Brenne et Montmorillonnais - 2e de la Classic Jean-Patrick Dubuisson - 3e du Grand Prix de la Chapelle-Saint-Aubin - 3e du Tour du Beaujolais - 2019 - Tour de Guadeloupe : - Classement général - 6e étape - 3e du Tour de l'Agglo de Bourg-en-Bresse - 2022 - Prix de la Saint-Laurent - 3e de Bourg-Arbent-Bourg - 3e du Tour du Beaujolais - 2023 - 2e de La Durtorccha - 2024 - 2e de l'Étape du Tour - 2025 - 3e du Tour de la Vallée et de Montluçon |  |

## Classements mondiaux
| Année                                 | 2018  | 2019 | 2020  | 2021 | 2022 | 2023  |
| ------------------------------------- | ----- | ---- | ----- | ---- | ---- | ----- |
| Classement mondial                    | 1470e | 753e | 1930e | nc   | nc   | 2621e |
| UCI Europe Tour                       | 931e  | 549e | 1412e | nc   | nc   | nc    |
|                                       |       |      |       |      |      |       |
| Légende : nc = non classéSource : UCI |       |      |       |      |      |       |